# Ke Kelit
Ke Kelit (Eigenschreibweise KE KELIT) ist ein 1945 in Linz gegründetes österreichisches Familienunternehmen. Es produziert Rohrsysteme aus Kunststoff und Metall sowie Klimasysteme. Das Unternehmen mit Sitz in Linz beschäftigt rund 490 Mitarbeiter in 25 Außenstellen in Österreich und Bayern sowie international in Singapur, Kambodscha, Macau, Neuseeland, Malaysia, Rumänien, Slowakei, Ungarn, Frankreich, Italien, Nigeria und Kuala Lumpur (Malaysia).

## Geschichte

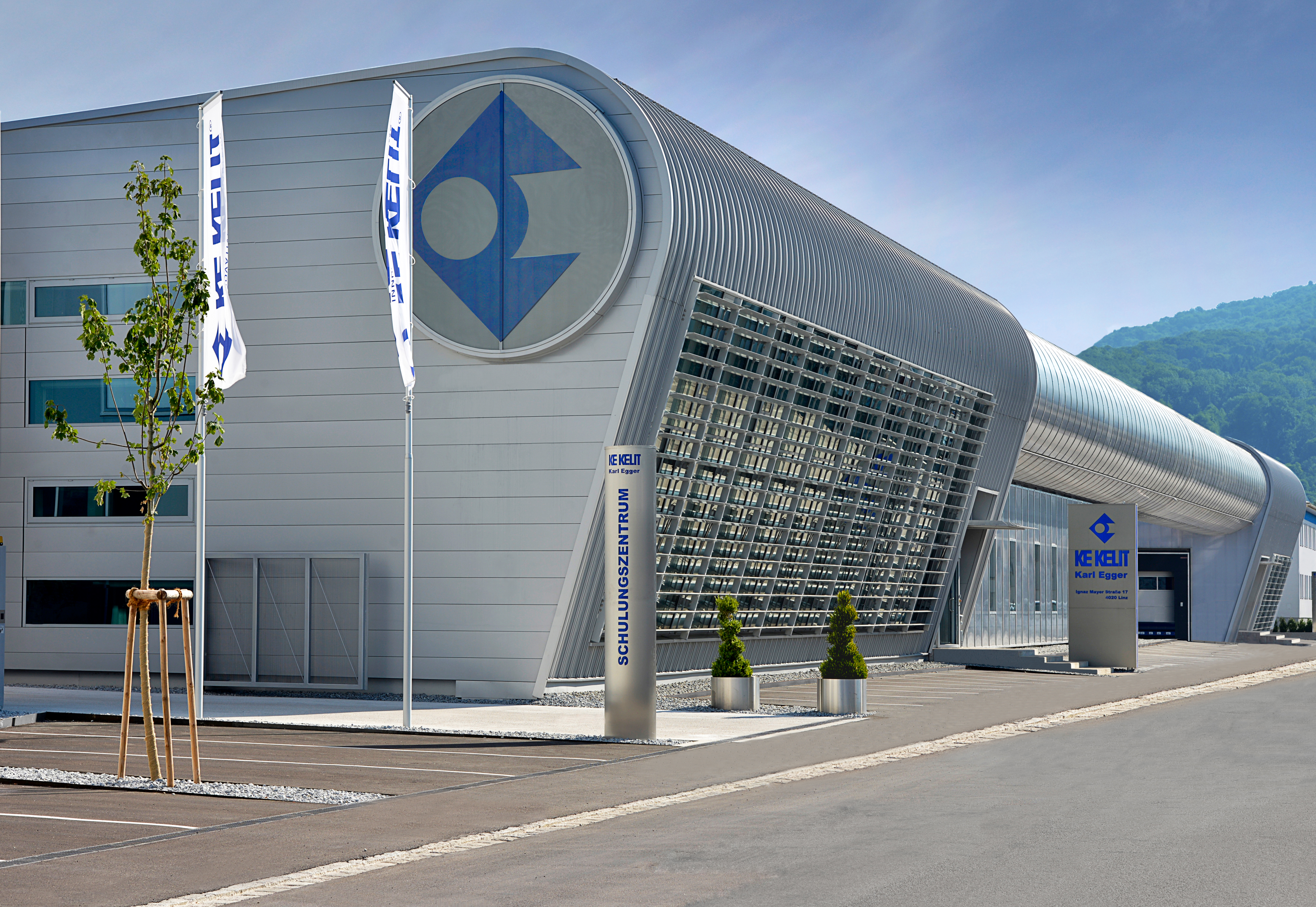
Unternehmenszentrale und Produktion Linz

Ke Kelit wurde 1945 von Karl Egger als Installationsunternehmen für Gas-Wasser-Heizung gegründet. Im Jahr 1960 startete die Produktion von Abflussrohren aus Kunststoff. Nach 1966 kam die Erzeugung von Fernwärmerohren hinzu. Die KE KELIT GmbH wurde im Jahr 1973 gegründet. 1989 brachte Ke Kelit als erstes Unternehmen in Europa FCKW-freie Rohrsysteme für Fernwärme auf den Markt. Ke Kelit wurde 2020 mit dem Umweltzeichen des Umweltministeriums ausgezeichnet.

## Produkte
Anwendungsbereiche der Produkte von Ke Kelit sind  Trinkwasser, Heizung, Fernwärme, Industrie und Kühlung mit Rohrsystemen bzw. vorgefertigten Komponenten aus Kunststoff, Mehrschichtverbundstoffen, Edelstahl, Kupfer und anderen Materialien. Der Fokus liegt auf  strömungsoptimierten Steck- und Presssystemen mit einem  plug&play Konzept wie z. B. dem Steckfittingsystem Kelox PROtec.
Das Unternehmen ist seit 1994 nach ISO 9001 (Qualitätsmanagementsystem), seit 2013 ISO 14001 (Umweltmanagementsystem) und seit 2016 ISO 50001 (Energiemanagementsystem) zertifiziert. Neben der Produktion von Rohrsystemen ist Ke Kelit mit der Coolfix GmbH in der Montage von Kühlsystemen tätig.